# Tavignano
Der Tavignano ist ein Fluss in Frankreich, der im Département Haute-Corse auf der Insel Korsika verläuft. Er entspringt im Regionalen Naturpark Korsika, an der Südost-Flanke des Capu a u Tozzu (2007 m), an der Gemeindegrenze von Corte, Casamaccioli und Letia und somit auch an der Grenze zum benachbarten Département Corse-du-Sud. Der Fluss durchfließt zunächst den Lac de Nino und entwässert in seinem Oberlauf in Richtung Nordost, dreht aber später auf Südost und mündet nach rund 89 Kilometern knapp unterhalb von Aléria ins Tyrrhenische Meer.
Unterhalb von Corte wird das Tal des Tavignano von der Nationalstraße 200 genutzt.

## Orte am Fluss
- Corte
- Cateraggio, Gemeinde Aléria
- Aléria

## Sehenswürdigkeiten und Tourismus
- Schluchten Gorges du Tavignano,
- Der Tavigano wird mit Kajaks viel befahren und zählt zu den schwierigsten Wildwasserflüssen Korsikas.